# Mashiko (Tochigi)
Mashiko (japanisch 益子町 Mashiko-machi) ist eine Stadt (machi) im Kreis (gun) Haga der japanischen Präfektur (ken) Tochigi, die als Töpferstadt landesweit Bedeutung hat.
Ihre heutige Ausdehnung erreichte die Gemeinde in der Großen Shōwa-Gebietsreform, als die Stadt Mashiko 1954 mit den Dörfern (-mura) Nanai und Tano fusionierte.

## Töpferei in Mashiko

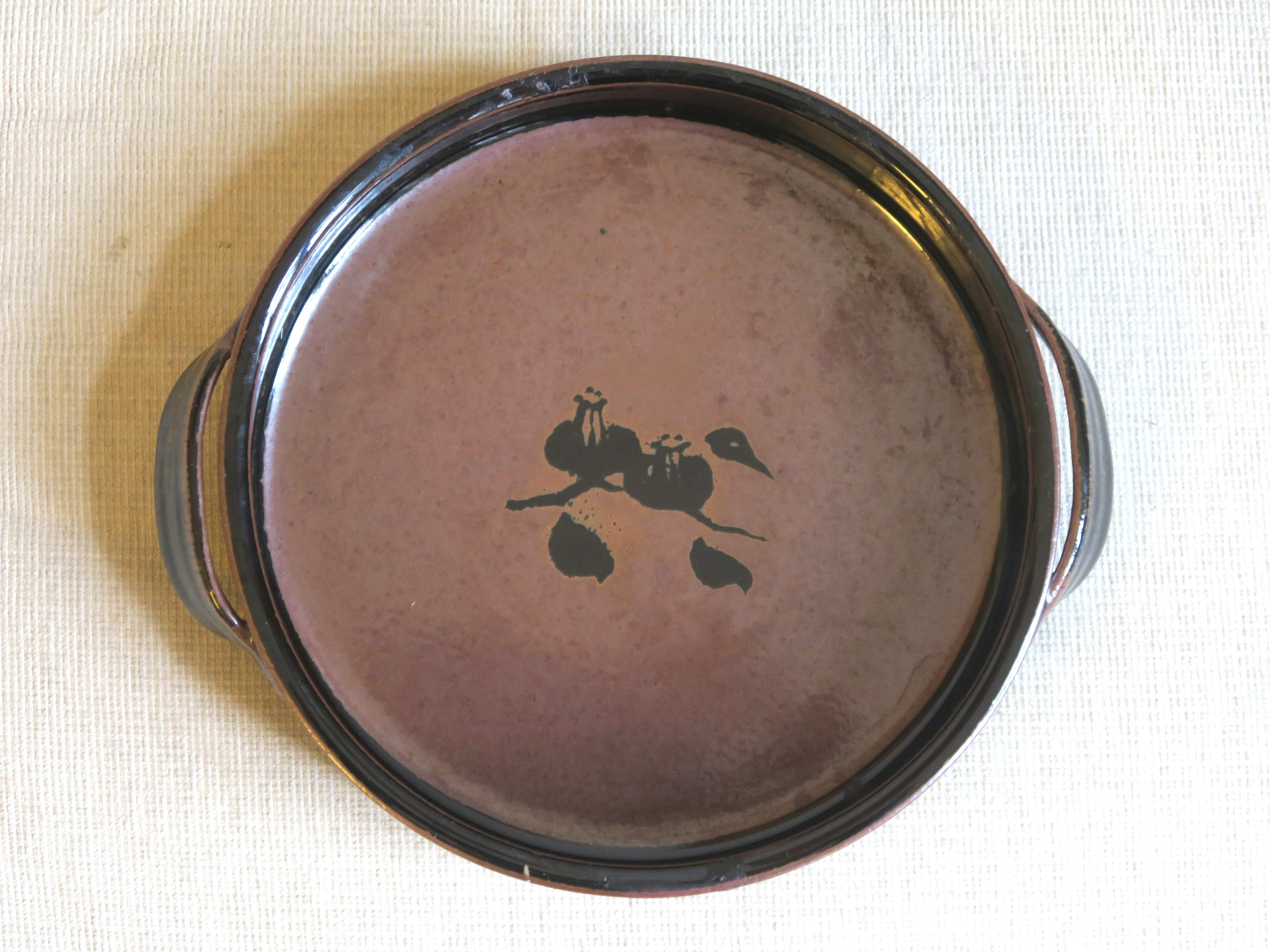
Ein Typ Mashiko-yaki

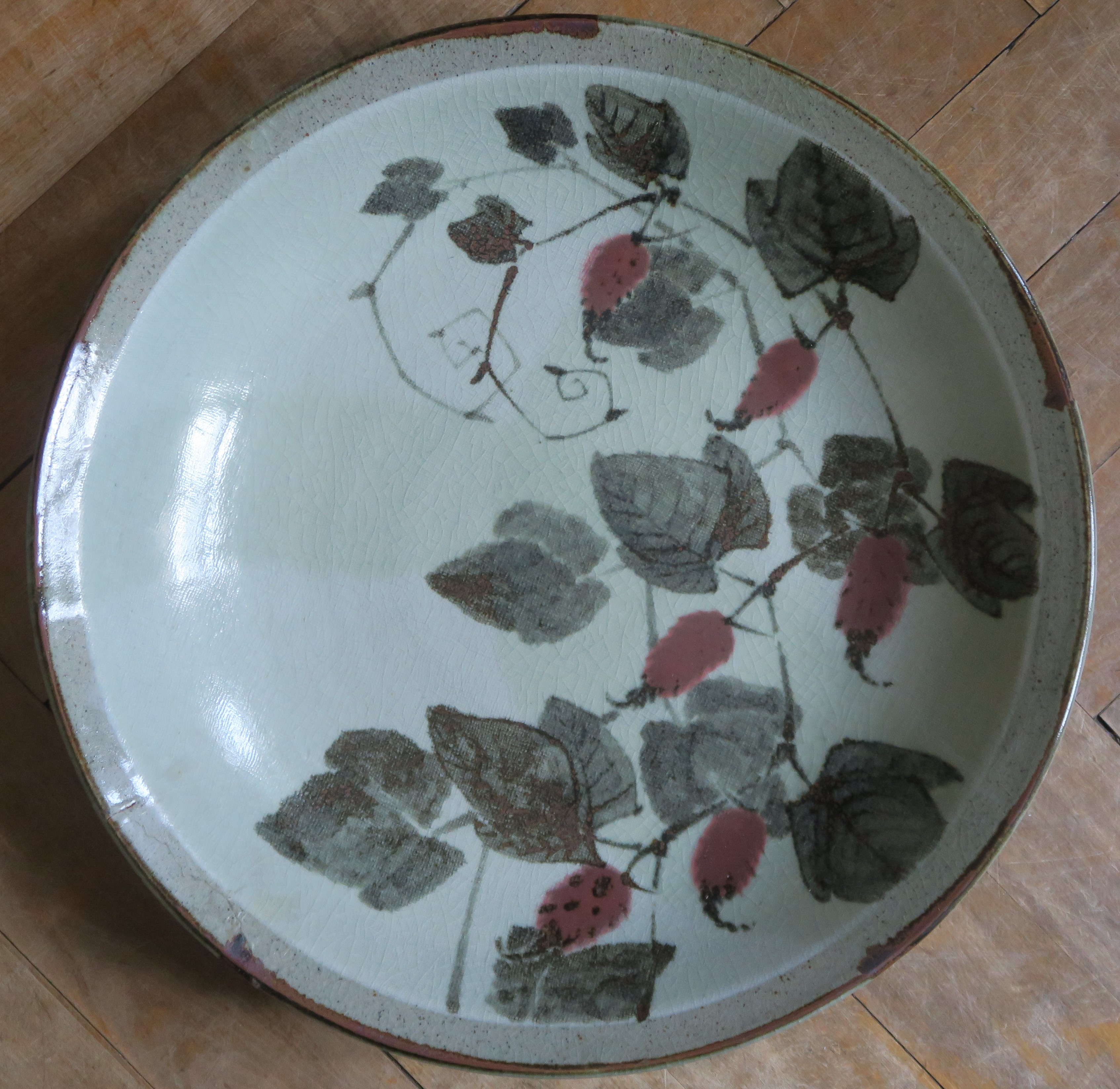
Ein weiterer Typ Mashiko-yaki

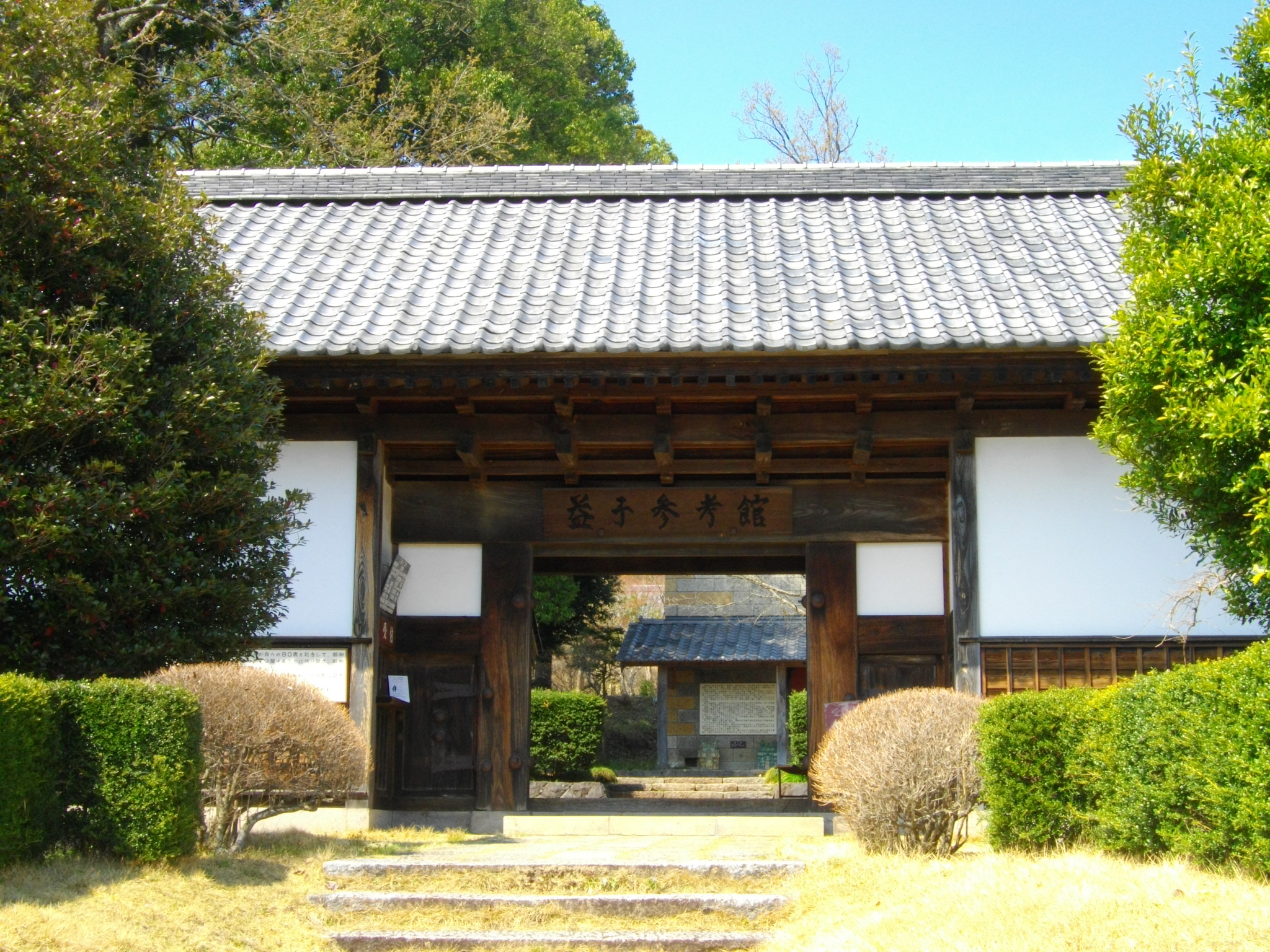
Eingang zu Hamadas Werkstatt

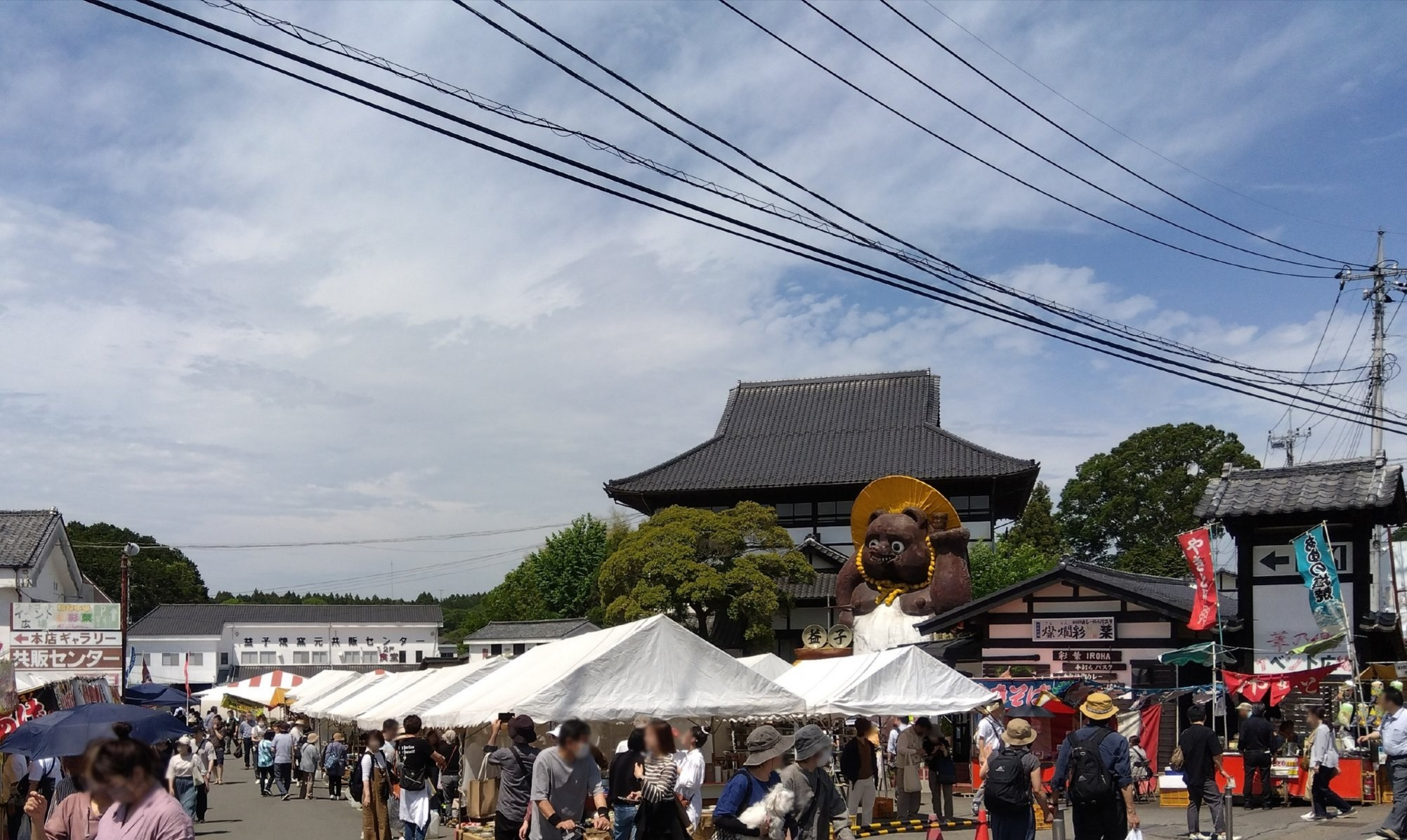
2023 (Reiwa 5) Frühlings-Mashiko-Töpfermesse

Töpferei in Mashiko geht bis in die Nara-Zeit zurück, verliert sich dann aber in der Geschichte.
Die heutige Entwicklung begann 1853, als Ōtsuka Keisaburō (大塚 啓三郎; 1828–1876), damals erst 26 Jahre alt, im Nekoya (根古屋) einen Brennofen anlegte und so die Töpferei wiederbelebte. Die Brennart – „yaki“ – von Mashiko leitet sich von Sōma-yaki (相馬焼) und Kasama-yaki (笠間焼) ab, wobei Ōtsuka auch die Brennart von Fukute (福手村), einem Ort in der Nähe, mit einbezog.
Als der Töpfer Hamada Shōji sich 1924 in Mashiko niederließ, führte das zu einer Neubelebung der Töpferei am Ort, die bis heute fortwirkt. Sein Wohnhaus und die Werkstatt ist heute unter der Bezeichnung „Mashiko Reference Collection Museum“ (益子参考館, Mahiko Sankōkan) zu besichtigen. In Mashiko sind heute über hundert Töpferwerkstätten in Betrieb. 1993 wurde die „Tōgei-Messe Mashiko“ (陶芸メッセ・益子) eröffnet, eine Gruppe von fünf Gebäuden, unter denen sich auch das „Mashiko Kunstmuseum für Keramik“ (益子陶芸美術館, Mashiko kōgei bijutsukan) befindet. Auch der aus Mashiko stammende Holzschnittkünstler Sasajima Kihei erhielt dort einen Museumsbau.
Das Higetatei (日下田邸), ein als Kulturgut der Präfektur deklariertes Anwesen, wurde von Higeta Kōya während der Kansei-Ära (1789–1801) als Wohnhaus und Arbeitsstätte errichtet. Dort befindet sich ein in Tokoname-Keramik hergestellter Bottich (藍甕, Aigame), der der Indigo-Färberei (藍染め, Aizome) diente.

## Kulturgüter
Folgende Tempel in Mashiko besitzen Bauten und Objekte, die als Wichtige Kulturgüter Japans deklariert sind:
- Saimyō-ji, Jizō-in und Entsū-ji.

## Persönlichkeiten
- Kazuki Nishiya (* 1993), Fußballspieler